# 2929 Harris
2929 Harris este un asteroid din centura principală, descoperit pe 24 ianuarie 1982 de Edward Bowell.